# 黒河隼人
黒河 隼人（くろかわ はやと、1909年2月14日 - 1992年2月1日）は、日本の実業家。東陶機器（現TOTO）社長や、同社取締役会長を務めた。正四位勲二等瑞宝章。

## 人物・経歴
1927年市立下関商業学校（現下関商業高等学校）卒業。1930年山口高等商業学校（現山口大学）卒業、東洋陶器入社。1953年取締役に昇格。1959年常務取締役。1963年専務取締役。1967年取締役副社長。1972年7月、杉原周一社長の急逝に伴い社長就任。東陶不動産取締役社長、日本特殊陶業取締役、日本碍子取締役。1973年日本陶器取締役。1979年取締役会長。1983年相談役。1979年勲二等瑞宝章受章。1992年正四位。
第一次オイルショックを受け、第3次5カ年計画による対応にあたるなどした。